# アミアン郡
アミアン郡（アミアンぐん、フランス語: Arrondissement d'Amiens）は、フランスのピカルディ地域圏にあるソンム県の郡。21の小郡と313のコミューンを持つ。郡庁所在地はアミアン。

## 小郡
アミアン郡の小郡：
1. アシュー＝アン＝アミエノワ
2. アミアン-1
3. アミアン-2
4. アミアン-3
5. アミアン-4
6. アミアン-5
7. アミアン-6
8. アミアン-7
9. アミアン-8
10. ベルナヴィル
11. ボーヴ
12. コンティ
13. コルビ
14. ドマール＝アン＝ポンチュー
15. デュラン
16. オルノワ＝ル＝ブール
17. モリアン＝ドゥルイユ
18. オワーズモン
19. ピキニー
20. ポワ＝ド＝ピカルディ
21. ヴィレー＝ボカージュ

## コミューン
| 1. アシュー＝アン＝アミエノワ | 2. アジャンヴィル | 3. エリー＝シュル＝ソンム | 4. エーレーヌ |
| 5. アロンヴィル               | 6. アミアン       | 7. アンダンヴィル         | 8. アルグーヴ |